# 贝贝因字母
贝贝因字母（他加祿語發音：[baɪˈbajɪn], pre-kudlít: ᜊᜊᜌᜒ, virama-krus-kudlít: ᜊᜌ᜔ᜊᜌᜒᜈ᜔, virama-pamudpod: ᜊᜌ᜕ᜊᜌᜒᜈ᜕；曾常被误称为“阿利巴塔文字”(alibata)）是菲律宾的一种延伸自婆罗米字母的元音附标文字。曾于16至17世纪前在吕宋岛和菲律宾的其他地区被广泛使用，其后在西班牙殖民时期被拉丁字母所取代。主要用于拼写他加禄语，也被小范围地使用在邦板牙语地区；17世纪初时曾一度传播到了到伊洛卡诺语使用区。而在19世纪和20世纪，贝贝因文字在拉丁字母的强势打压之下得以短暂幸存，并进一步演化为诸多新的字母：巴拉望地区的塔格班瓦文、Mindoro的Hanuno'o以及Buhid文字——并用于创建Kapampangan的构建的现代Kulitan文字和巴拉望部落的 Ibalnan 文字。根据 Unicode标准和 ISO 15924，该文字被称为他加禄文字。
贝贝因字母主要是一种历史性文字，但在现代菲律宾，已经出现了一些复兴。它经常被用于政府机构的徽章，书籍也经常部分或全部用baybayin出版。菲律宾国会曾多次审议要求在某些情况下使用baybayin的法案，并在学校进行教学。

## 結構
書寫方向基本上由左向右，再從上到下。但其實也可以先上到下，然後再向左或右。